# Ford Swette
Ford Swette (Vancouver, 31 gennaio 1993) è un ex sciatore alpino canadese.

## Biografia
Swette ha fatto il suo esordio in gare valide ai fini del punteggio FIS il 21 dicembre 2008, qualificandosi 39º in uno slalom gigante a Panorama. Il 9 dicembre 2009 ha debuttato in Nor-Am Cup partecipando alla discesa libera di Lake Louise, qualificandosi 83º. Il 14 gennaio 2012 ha conquistato il primo podio in Nor-Am Cup, arrivando 2º nello slalom gigante di Panorama, e il 1º febbraio 2013 la prima vittoria, nello slalom gigante di Vail. Ha partecipato anche ai Mondiali juniores di Québec 2013 vincendo la medaglia di bronzo nella gara a squadre.
Il 17 dicembre 2014 ha colto a Panorama in slalom gigante la sua seconda e ultima vittoria, nonché ultimo podio, in Nor-Am Cup. In Coppa del Mondo ha disputato due gare, gli slalom giganti di Adelboden del 10 gennaio 2015 e di Beaver Creek del 6 dicembre dello stesso anno, in entrambi i casi senza completare la prova. La sua ultima gara in carriera è stata lo slalom speciale FIS disputato il 17 aprile 2016 a Whistler, chiuso da Swette all'8º posto; non ha mai preso parte a rassegne olimpiche o iridate.

## Palmarès

### Mondiali juniores
- 1 medaglia:
  - 1 bronzo (gara a squadre a Québec 2013)

### Nor-Am Cup
- Miglior piazzamento in classifica generale: 18º nel 2015
- 4 podi:
  - 2 vittorie
  - 1 secondo posto
  - 1 terzo posto

#### Nor-Am Cup - vittorie
| Data             | Località | Paese       | Specialità |
| ---------------- | -------- | ----------- | ---------- |
| 1º febbraio 2013 | Vail     | Stati Uniti | GS         |
| 17 dicembre 2014 | Panorama | Canada      | GS         |

Legenda:

GS = slalom gigante

### Campionati canadesi
- 1 medaglia[1]:
  - 1 argento (slalom gigante nel 2014)